# Ван Росмален, Робин
Робин ван Росмален (нидерл. Robin van Roosmalen; род. 10 января 1989; Хертогенбос, Нидерланды) — нидерландский кикбоксер, четырехкратный чемпион GLORY. Дважды становился обладателем пояса в лёгком весе и два раза в полулёгком. Параллельно с карьерой в ударных видах спорта начал выступать в смешанных единоборствах в лиге Bellator. Бойцовский псевдоним «Pokerface».

## Биография
Отец Робина был спортсменом — кикбоксером и чемпионом мира по боксу. Виллиам ван Росмален был также одним из двух людей в истории кикбоксинга, кто смог нокаутировать Виталия Кличко по правилам этого вида. Робин был старшим ребенком в семье. Ван Росмален пришёл в боевые искусства в 3 года. В детстве занимался дзюдо, боксом, муай-тай и смешанными единоборствами. В 10 лет начал играть в футбол, а уже в 14 лет сконцентрировался исключительно на кикбоксинге.

### Профессиональная карьера
Ван Росмален начал профессиональную карьеру в 2004 году с успешного выступления на турнире по тайскому боксу Sportlife Thaiboxing Gala.
В серии турниров GLORY победный дебют состоялся в 2012 году в бою с Джабаром Аскеровым.
В 2016 году провёл первый поединок по смешанным единоборствам с Тео Михайлидисом, в котором выиграл нокаутом.

### Титулы и достижения
- 2017 — чемпион GLORY в полулёгком весе
- 2016 — чемпион GLORY в полулёгком весе
- 2015 — чемпион GLORY в легком весе
- 2014 — чемпион GLORY в легком весе
- 2011 — чемпион It’s Showtime «Fast & Furious 70MAX»